# Desmond Connor
Pour les articles homonymes, voir Connor.
Pas d'image ? Cliquez ici

a Compétitions nationales et continentales officielles uniquement.

b Matchs officiels uniquement.
Dernière mise à jour le 13 février 2024.
 Desmond Michael Connor, né le 9 août 1935 à Ashgrove (Brisbane), est un ancien joueur de rugby à XV australien qui a joué avec les équipes d'Australie et de Nouvelle-Zélande. Il évoluait comme demi de mêlée (1,80 m pour 78 kg). 

## Carrière de joueur
Il a fait ses débuts avec l'Équipe d'Australie le 4 janvier 1958, à l’occasion d’un match contre le Pays de Galles. 
Connor fut deux fois capitaine de l'équipe d'Australie.
Il a quitté l'Australie pour s'établir à Auckland en 1960.
Deux ans après son dernier match pour d'Australie, il a débuté avec l'Équipe de Nouvelle-Zélande le 22 juillet 1961, à l’occasion d’un match contre la France. 
Son dernier test match fut le 29 août 1964, contre l'Australie. 
Connor fut aussi deux fois capitaine de l'équipe de Nouvelle-Zélande.

## Carrière d'entraîneur
Il se reconvertit en entraîneur de club à Brisbane, puis entraîna l'équipe d'Australie de 1968 à 1971.

## Palmarès
- Nombre de test matchs avec l'Australie :  12
- Nombre de test matchs avec les Blacks :  12
- Nombre total de matchs avec les Blacks :  15